# Catarina Lindqvist-Ryan
Catarina Lindqvist-Ryan (* 13. Juni 1963 in Kristinehamn) ist eine ehemalige schwedische Tennisspielerin.

## Karriere
Catarina Lindqvist, die 1988 den US-Amerikaner Bill Ryan heiratete und seitdem ihren Doppelnamen trägt, gewann in ihrer Profikarriere fünf Einzeltitel auf der WTA Tour. 1984 besiegte sie im Finale von Filderstadt die erst fünfzehnjährige Steffi Graf. Bei den Australian Open kam sie 1987 bis ins Halbfinale. 1988 nahm sie an den Olympischen Spielen in Seoul teil, bei denen sie das Achtelfinale erreichte. 1989 gelang ihr mit dem Einzug ins Halbfinale von Wimbledon, in dem sie Martina Navrátilová 6:7, 2:6 unterlag, erneut ein Achtungserfolg bei einem Grand-Slam-Turnier.
Von 1981 bis 1992 spielte sie 30 Partien (12:18 Siege) für die schwedische Fed-Cup-Mannschaft. Im letzten Jahr ihrer Karriere nahm sie in Barcelona nochmals an den Olympischen Spielen teil, sie schied aber bereits in der ersten Runde aus. Nach den US Open beendete sie ihre Profikarriere, trat aber zum Jahreswechsel noch ein letztes Mal beim Hopman Cup an.
Lindqvist-Ryan lebt im nordostamerikanischen East Brunswick und ist dort Tennistrainerin. Von 2005 bis 2007 war sie Teamchefin der schwedischen Fed-Cup-Mannschaft. Ihr Sohn Joakim Ryan ist professioneller Eishockeyspieler.

## Turniersiege

### Einzel
| Nr. | Datum            | Turnier        | Kategorie   | Belag             | Finalgegnerin    | Ergebnis |
| --- | ---------------- | -------------- | ----------- | ----------------- | ---------------- | -------- |
| 1.  | 15. Januar 1984  | Hershey        | WTA         | Teppich (Halle)   | Beth Herr        | 6:4, 6:0 |
| 2.  | 21. Oktober 1984 | Filderstadt    | WTA         | Hartplatz (Halle) | Steffi Graf      | 6:1, 6:4 |
| 3.  | 6. Januar 1985   | Port St. Lucie | WTA         | Hartplatz         | Terry Holladay   | 6:3, 6:1 |
| 4.  | 14. April 1990   | Tokio          | WTA Tier IV | Hartplatz         | Elizabeth Smylie | 6:3, 6:2 |
| 5.  | 10. Februar 1991 | Oslo           | WTA Tier V  | Teppich (Halle)   | Raffaella Reggi  | 6:3, 6:0 |

## Abschneiden bei Grand-Slam-Turnieren

### Einzel
| Turnier         | 1982 | 1983 | 1984 | 1985 | 1986  | 1987 | 1988 | 1989 | 1990 | 1991 | 1992 | Karriere |
| --------------- | ---- | ---- | ---- | ---- | ----- | ---- | ---- | ---- | ---- | ---- | ---- | -------- |
| Australian Open | —    | —    | 1    | VF   | n. a. | HF   | AF   | VF   | —    | 2    | 2    | HF       |
| French Open     | —    | 2    | 2    | 2    | AF    | 2    | 1    | 1    | 1    | —    | 1    | AF       |
| Wimbledon       | —    | 1    | 2    | 1    | VF    | AF   | 1    | HF   | 1    | AF   | 2    | HF       |
| US Open         | 1    | —    | 3    | AF   | AF    | AF   | 1    | 1    | 1    | 2    | 1    | AF       |

Zeichenerklärung: S = Turniersieg; F, HF, VF, AF = Einzug ins Finale / Halbfinale / Viertelfinale / Achtelfinale; 1, 2, 3 = Ausscheiden in der 1. / 2. / 3. Hauptrunde; Q1, Q2, Q3 = Ausscheiden in der 1. / 2. / 3. Runde der Qualifikation; n. a. = nicht ausgetragen

### Doppel
| Turnier         | 1985 | 1986  | 1987 | 1988 | 1989 | 1990 | 1991 | 1992 | Karriere |
| --------------- | ---- | ----- | ---- | ---- | ---- | ---- | ---- | ---- | -------- |
| Australian Open | VF   | n. a. | VF   | AF   | 2    | —    | 1    | 1    | VF       |
| French Open     | 2    | 1     | 2    | 2    | —    | 2    | —    | 1    | 2        |
| Wimbledon       | —    | 2     | 1    | AF   | 2    | 1    | 1    | —    | AF       |
| US Open         | VF   | 1     | 1    | AF   | 2    | 1    | 1    | 1    | VF       |

### Mixed
| Turnier         | 1985  | 1986  | 1987 | 1988 | 1989 | Karriere |
| --------------- | ----- | ----- | ---- | ---- | ---- | -------- |
| Australian Open | n. a. | n. a. | —    | —    | 1    | 1        |
| French Open     | 2     | —     | 2    | —    | —    | 2        |
| Wimbledon       | —     | —     | 2    | 2    | 1    | 2        |
| US Open         | —     | —     | —    | —    | —    | —        |